# Мохамед, Мохамед Абдуллахи
Мохамед Абдуллахи Мохамед (сомал. Maxamed Cabdulaahi Maxamed, араб. محمد عبد الله محمد‎; род. 11 марта 1962, Могадишо) — сомалийский дипломат и политик. Премьер-министр Сомали (2010—2011), президент Сомали (2017—2021).

## Биография
Принадлежит к влиятельному в Сомали клану Дарод. Окончил бакалавриат Университета Буффало, где изучал историю. В 2009 году защитил магистерскую диссертацию по политологии там же. Некоторое время работал первым секретарём посольства Сомали в США. До своего назначения премьер-министром работал в различных административных учреждениях Буффало и в департаменте по транспорту штата Нью-Йорк.
14 октября 2010 года президент Сомали Шейх Шариф Ахмед издал указ о назначении Абдуллахи Мохамеда премьер-министром страны. 31 октября парламент Сомали утвердил его в должности премьер-министра переходного правительства Сомали большинством голосов (297 депутатов из 392 проголосовали «За»). Своей главной целью Абдуллахи Мохамед назвал противодействие кровопролитию в Сомали — как военным путём, так и с помощью мирных переговоров. Ожидается, что в течение месяца Мохамед сформирует правительство; наблюдатели ООН предполагают, что новый кабинет будет меньше предыдущего. Высказываются также предположения, что назначение сравнительно молодого Мохамеда, связанного со влиятельной сомалийской диаспорой, сможет оживить правительство. 12 ноября Абдуллахи Мохамед сформировал новое правительство, состоящее из 18 министров вместо прежних 39. 19 июня 2011 года ушёл в отставку для реализации плана ООН по перераспределению полномочий в стране.
8 февраля 2017 года был выбран парламентом на пост президента Сомали.
Срок полномочий Мохамеда Абдуллахи Мохамеда истекал 8 февраля 2021 года, но в апреле 2021 года он попытался продлить их еще на два года, что, по его словам, позволило бы подготовить страну к прямым выборам президента. Это спровоцировало столкновения между правительственными войсками и вооруженными повстанческими группировками в столице страны. В конце мая 2021 года решение о продлении президентских полномочий было отменено, а президент отстранился от участия в организации выборов, передав курирующие полномочия премьер-министру Мохамеду Хусейну Робле.
В сентябре 2021 года новая фаза конфликта между президентом и премьер-министром привела к вводу в столицу войск, а в декабре 2021 года Робле, который был отстранен президентом от своих полномочий, обвинил его в попытке государственного переворота.
Имеет двойное гражданство — Сомали и США.